# Hello, Dolly! (musical)
Hello, Dolly! es una obra de teatro musical con música y letra de Jerry Herman y libreto de Michael Stewart.
Es basada en una obra de un acto titulada The Merchant of Yonkers de Thornton Wilder, que él revisó en 1955 y renombró como The Matchmaker. A su vez, la trama de The Merchant of Yonkers se originó en una obra de teatro del siglo XIX, escrita por John Oxenford y titulada A Day Well Spent, que fue traducida en alemán, y esta versión en alemán sirvió de base para el trabajo de Wilder.
El musical se estrenó en Broadway bajo la dirección de David Merrick en enero de 1964, con Carol Channing encarnando al personaje principal. Esta producción original ganó 10 premios Tony, incluyendo el de Mejor Musical. Sigue siendo una de las producciones musicales de Broadway más representadas.
Fue objeto de una adaptación cinematográfica homónima, lanzada en 1969.
En España la obra se montó en 2001, adaptada y dirigida por José Carlos Plaza e interpretada por Concha Velasco, junto a Marta Malone, Javier Arroyo, Pep Cruz, Arabia Martín y Juan Carlos Martín, entre otros.
En México la obra se montó por primera vez en 1968, producida por Manolo Fábregas y protagonizada por la famosa actriz argentina Libertad Lamarque, quien ya habría interpretado el personaje en su país natal un año atrás. Su coestrella fue el actor mexicano José Gálvez. Años después, en 1996, la obra volvió a montarse, ahora producida y protagonizada por la popular actriz Silvia Pinal en el Teatro Sivia Pinal de la Ciudad de México, con Ignacio López Tarso como su coestrella. En 2019, la obra vuelve a escena en una nueva versión, esta vez protagonizada por la primera actriz y cantante Daniela Romo, con Jesús Ochoa como su coestrella.
En Uruguay la obra también tuvo su versión protagonizada por la actriz Imilce Viñas en el año 1995 en el Teatro El Galpón. 
En Perú se puso en escena en 1976 en el Teatro Municipal de Lima, en una producción y dirección de Alberto Herrera Jefferson, dirección musical de Yaco Chertman, coreografía de Armando Barrientos y con un reparto encabezado por Fina Gessa (Dolly Levi) y Hernando Cortés (Horacio Vandergelder), secundados por José Luis del Valle, Pedro Más, Teresa Rodríguez, Olga Fernandini, Miguel Ángel Flores, Walter Taiman, Martha Zöllner y Mirna Bracamonte.
En 2025 sube a escena en el Teatro Nacional Eduardo Brito de la República Dominicana, en una producción de Marcos Malespin-Estevez, dirección de Carlos Espinal, dirección musical de Dante Cucurullo, coreografía de Alina Abreu y con un reparto encabezado por Cecilia García (Dolly Levi) y Carlos Alfredo Fatúle (Horacio Vandergelder), acompañados por Javier Grullón, Laura Rivera, Carolina Jiménez, Axel Mansilla, Paula Ferry, Roger Manzano, Miguel Lendor (Papachin), Luz García y la actuación especial de Hugo Devana